# Calci/cholecalciferol
Calci / cholecalciferol là sự kết hợp của một loại muối calci (thường là calci cacbonat) và vitamin D3 (cholecalciferol). Nó được sử dụng để ngăn ngừa và điều trị thiếu calci và vitamin D ở người cao tuổi, cũng như điều trị loãng xương kết hợp với các loại thuốc khác.
Năm 2016, đây là loại thuốc được kê đơn nhiều thứ 183 tại Hoa Kỳ với hơn 3 triệu đơn thuốc. Nó có sẵn dưới nhiều tên thương hiệu và ở nhiều dạng như viên nhai, viên tráng và viên sủi.